# Alcea flavovirens
Alcea flavovirens är en malvaväxtart som först beskrevs av Pierre Edmond Boissier och Buhse, och fick sitt nu gällande namn av Modest Mikhaĭlovich Iljin. Alcea flavovirens ingår i släktet stockrosor, och familjen malvaväxter. Inga underarter finns listade i Catalogue of Life.